# 星毛短舌菊
星毛短舌菊（学名：Brachanthemum pulvinatum）是菊科短舌菊属的植物，为中国的特有植物。分布于中国大陆的内蒙古、甘肃、青海、新疆、宁夏等地，生长于海拔1,200米至3,160米的地区，常生于山坡和戈壁滩，目前尚未由人工引种栽培。